# Filière café et cacao au Togo
 (octobre 2023).
La mise en forme du texte ne suit pas les recommandations de Wikipédia : il faut le « wikifier ».
Les points d'amélioration suivants sont les cas les plus fréquents. Le détail des points à revoir est peut-être précisé sur la page de discussion.
- Les titres sont pré-formatés par le logiciel. Ils ne sont ni en capitales, ni en gras.
- Le texte ne doit pas être écrit en capitales (les noms de famille non plus), ni en gras, ni en italique, ni en « petit »…
- Le gras n'est utilisé que pour surligner le titre de l'article dans l'introduction, une seule fois.
- L'italique est rarement utilisé : mots en langue étrangère, titres d'œuvres, noms de bateaux, etc.
- Les citations ne sont pas en italique mais en corps de texte normal. Elles sont entourées par des guillemets français : « et ».
- Les listes à puces sont à éviter, des paragraphes rédigés étant largement préférés. Les tableaux sont à réserver à la présentation de données structurées (résultats, etc.).
- Les appels de note de bas de page (petits chiffres en exposant, introduits par l'outil «  Source ») sont à placer entre la fin de phrase et le point final[comme ça].
- Les liens internes (vers d'autres articles de Wikipédia) sont à choisir avec parcimonie. Créez des liens vers des articles approfondissant le sujet. Les termes génériques sans rapport avec le sujet sont à éviter, ainsi que les répétitions de liens vers un même terme.
- Les liens externes sont à placer uniquement dans une section « Liens externes », à la fin de l'article. Ces liens sont à choisir avec parcimonie suivant les règles définies. Si un lien sert de source à l'article, son insertion dans le texte est à faire par les notes de bas de page.
- La présentation des références doit suivre les conventions bibliographiques. Il est recommandé d'utiliser les modèles {{Ouvrage}}, {{Chapitre}}, {{Article}}, {{Lien web}} et/ou {{Bibliographie}}. Le mode d'édition visuel peut mettre en forme automatiquement les références.
- Insérer une infobox (cadre d'informations à droite) n'est pas obligatoire pour parachever la mise en page.

Pour une aide détaillée, merci de consulter Aide:Wikification.
Si vous pensez que ces points ont été résolus, vous pouvez retirer ce bandeau et améliorer la mise en forme d'un autre article.
 (octobre 2023).
 (novembre 2023).
Les premières tentatives d'implantation du cacao ont été menées dans la région de Kpalimé, en 1895, par le colonisateur allemand. Elles se sont soldées par un échec, malgré la forte pression de l'administration sur les populations locales. La main d'œuvre potentielle était déjà engagée dans les plantations cacaoyères du Ghana, quant aux sédentaires, ils étaient surtout préoccupés par la culture du vivrier dont ils vendaient déjà une partie au Ghanéens. Il faudra attendre le début des années 1930, pour que la culture cacaoyère prenne de l'extension, notamment plus au Nord, dans l'enclave du Litimé, véritable réserve forestière de dimensions modestes (27 000 ha environ).
Les premiers essais d'introduction de café Arabica datent de la même époque (1895) : ils furent limités aux hauteurs du plateau de Dayes, seule zone écologique favorable. Les nouvelles tentatives menées par l'administration française, à partir de 1925, ne seront guère couronnées de succès : les planteurs accordent la priorité au cacao et ne s'intéresseront au café qu'au cours des années 1940. Il s'agira alors de café robusta, moins fragile que l'arabica.

## Organisations

### Comité de coordination des filières café cacao (CCFCC)
L'arrêté interministériel no 17/MCTP/MDRHV portant création et définissant le fonctionnement du comité de coordination pour les filières du café et du cacao crée le comité chargé de la coordination de la commercialisation du café et du cacao.
Les chefs traditionnels des zones de production de café et cacao, le ministère du Commerce et les responsables du Comité de coordination pour les filières café et cacao (CCFCC) avec à sa tête Gouthon Enselme (Président du CCFCC) sont impliqués dans la question du café et du cacao.

#### Domaines d'intervention du comité
(avril 2025).
- Le comité enregistre sur une base annuelle et met a jour au cours de chaque session la liste des acheteurs assurant la collecte primaire et des personnes physiques et morales exerçant la profession d'exportateur ;
- Le comité recueille les statistiques de production, de collecte et d’exportation auprès de I'administration ;
- Le comité de coordination en concertation avec l'unité d'Analyse des prix agricoles, 45 jours au moins avant l'ouverture des campagnes, indique les prix de référence aux producteurs en fonction des cours mondiaux conformément a l'article 7 de l'arrêté interministériel No 18/MCPf/MDRHV du 14 juin 1996 ;
- Le comité informe tous les partenaires économiques et sociaux des nouvelles mesures et des décisions des organisations internationales des produits de base ;
- Le comité veille, à travers des actions de concertation et de sensibilisation, au respect de la réglementation en vigueur ;
- Le comité participe aux réunions internationales sur les produits de base et fait une large publicité des décisions résolutions adoptées au cours de ces assises ;
- Le comité, de concert avec les services concernés et les organismes intéressés, participe à l'organisation des réunions nationales et internationales de promotion des filières.

#### Activités du comité

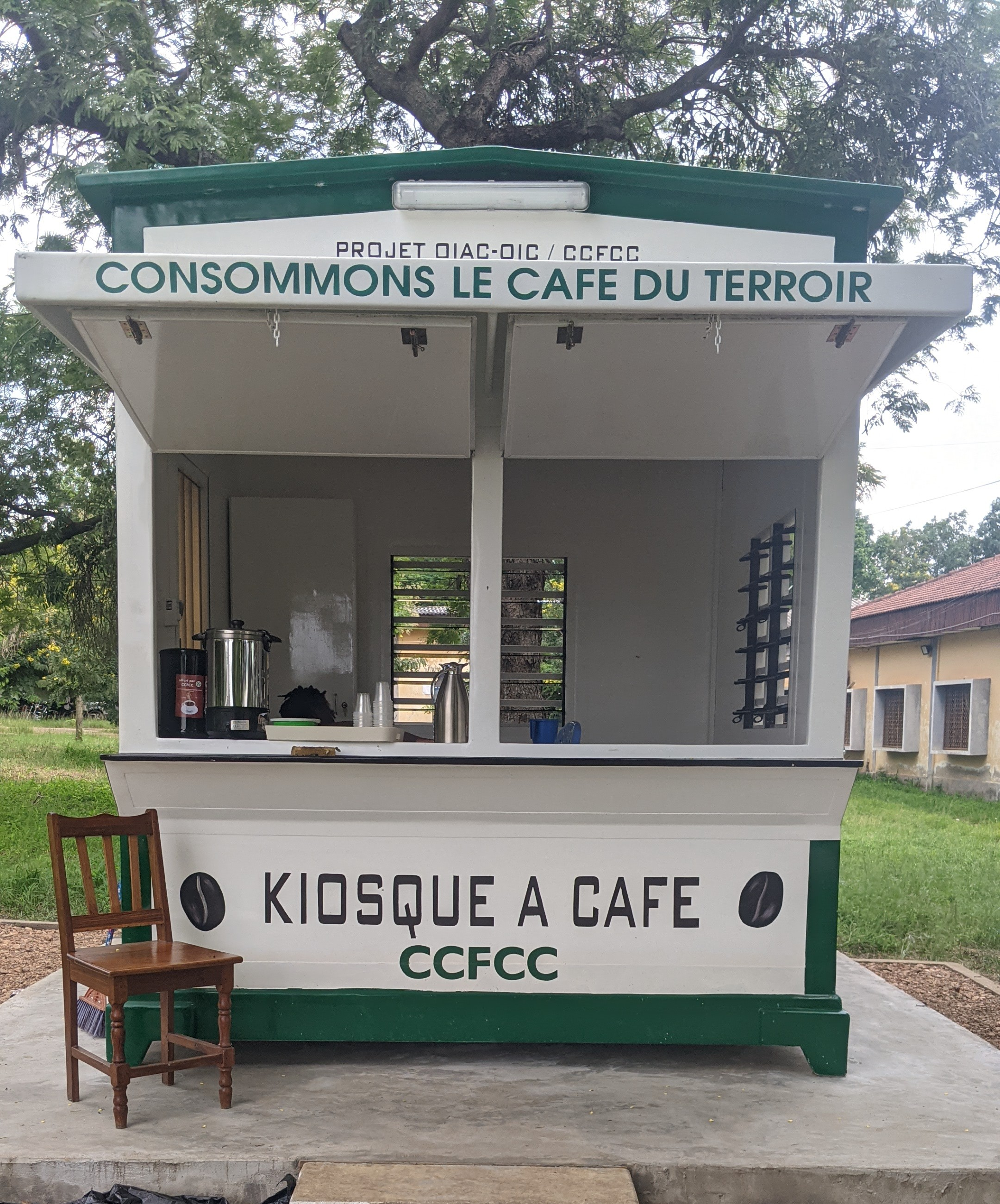
Kiosque de dégustation du café du Comité de Coordination pour les Filières Café Cacao

Le comité initie des tournées périodiques d’information et de sensibilisation des producteurs de café et de cacao, des acheteurs de produits et des agents de développement pour les mobiliser à s’approprier la réforme.
La campagne 2021-2022 de commercialisation du café et du cacao est officiellement lancée.
La campagne 2022-2023 de commercialisation a été lancée jeudi à Kpalimé par le ministre du commerce et son collègue de l’agriculture.
Le Comité a également mis en place un financement de soutien pour réaliser les actions de développement des deux filières.
Le Comité de coordination pour les filières café et cacao (CCFCC) soutient les producteurs dans la riposte contre la pandémie du coronavirus. Il leur a offert le 22 mai dernier des kits de protection. L’action est soutenue par les ministères chargés du Commerce et de l’Agriculture.
Après deux éditions réussies à Abidjan en Côte d’Ivoire, c’est le centre des expositions et foires de Lomé (CETEF) qui accueillera cette troisième édition.